# Pseudepipona fastidiosissima
Pseudepipona fastidiosissima är en stekelart som först beskrevs av Henri Saussure.  Pseudepipona fastidiosissima ingår i släktet Pseudepipona och familjen Eumenidae. Inga underarter finns listade i Catalogue of Life.